# Wataru Hashimoto
Wataru Hashimoto (橋本 和 Hashimoto Wataru?, nacido el 14 de septiembre de 1986 en Shiga) es un futbolista japonés que se desempeña como defensa en el FC Gifu de la J3 League.

## Trayectoria

### Clubes
| Club                 | País  | Año         |
| -------------------- | ----- | ----------- |
| Kashiwa Reysol       | Japón | 2009 - 2014 |
| Urawa Reds           | Japón | 2015 - 2016 |
| Vissel Kobe (cedido) | Japón | 2016        |
| Vissel Kobe          | Japón | 2017 - 2019 |
| FC Gifu              | Japón | 2020 -      |

## Estadística de carrera

### J. League
| Club           | Año   | J. League | J. League | Copa J. League | Copa J. League | Total | Total |
| Club           | Año   | Part.     | Goles     | Part.          | Goles          | Part. | Goles |
| -------------- | ----- | --------- | --------- | -------------- | -------------- | ----- | ----- |
| Kashiwa Reysol | 2009  | 4         | 0         | 0              | 0              | 4     | 0     |
| Kashiwa Reysol | 2010  | 29        | 0         | -              | -              | 29    | 0     |
| Kashiwa Reysol | 2011  | 25        | 1         | 0              | 0              | 25    | 1     |
| Kashiwa Reysol | 2012  | 25        | 1         | 4              | 0              | 29    | 1     |
| Kashiwa Reysol | 2013  | 20        | 0         | 4              | 0              | 24    | 0     |
| Kashiwa Reysol | 2014  | 32        | 3         | 9              | 1              | 41    | 4     |
| Urawa Reds     | 2015  | 6         | 0         | 2              | 0              | 8     | 0     |
| Urawa Reds     | 2016  | 1         | 0         | 0              | 0              | 1     | 0     |
| Vissel Kobe    | 2016  | 14        | 0         | 0              | 0              | 14    | 0     |
| Vissel Kobe    | 2017  | 14        | 1         | 5              | 0              | 19    | 1     |
| Total          | Total | 170       | 6         | 24             | 1              | 194   | 7     |